# Ioan Henric, Margraf al Moraviei

Blazonul lui Ioan Henric de Luxemburg

Ioan Henric de Luxemburg (în germană: Johann Heinrich von Luxemburg, în cehă: Jan Jindřich Lucemburský; n. 13 februarie 1322, Mĕlnik – d. 12 noiembrie 1375, Brno) aparținând Casei de Luxemburg, a fost conte al Tirolului din 1335 până în 1341 și margraf al Moraviei din 1349 până în 1375.

## Biografia
Ioan Henric a fost fiul mai mic al regelui Boemiei, Ioan al Boemiei și al primei lui soții, Elisabeta a Boemiei, fiica lui Venceslau al II-lea. Fratele său mai mare a fost împăratul Carol al IV-lea.
Datorită căsătoriei nefericite și a condițiilor nesigure din Boemia, regina Elisabeta a fugit la Cham în Palatinatul superior împreună cu fiul ei, Ioan Henric, la fiica ei cea mare, Margareta, care era căsătorită cu Henric al XIV-lea, ducele Bavariei Inferioare.
După ce Ioan de Luxemburg și Ludovic al IV-lea Bavarezul îl învinsese pe antiregele Frederic cel Frumos în Bătălia de la Mühldorf pe 28 septembrie 1322, Ludovic Bavarezul își consolidase poziția în imperiu. Ulterior, Ioan de Luxemburg a purtat negocieri secrete cu fostul său rival la coroana Boemiei, Henric de Carintia și ca urmare în 1327 Ioan Henric, fiul cel mic al regelui boem Ioan, a fost logodit cu Margareta de Tirol, fiica lui Henric de Carintia care nu avea urmași de sex masculin. Familia de Luxemburg spera într-o o extindere considerabilă a propriei puteri prin preluarea teritoriilor stăpânite de Henric de Carintia. Deși Ioan Henric avea doar vârsta de cinci ani în 1327, tatăl său l-a trimis însoțit de un mare alai în Tirol la logodnica lui.
Cei doi s-au căsătorit pe 16 septembrie 1330 la Innsbruck. Această căsătorie trebuia să asigure accesul lui Ioan de Luxemburg la trecătorile din Tirol și Carintia care i-ar fi permis trecerea Alpilor și invadarea nordului Italiei deși, în calitate de rege al Boemiei, el nu putea avea pretenții reale față de Regatul Italiei. De aceea Ludovic Bavarezul și familia de Habsburg și-au reconsiderat interesele și au decis pe 26 noiembrie 1330 la Augsburg, ca după moartea lui Henric de Carintia, habsburgilor să le revină Carintia, Craina și parțial Tirolul de Sud, iar familiei de Wittelsbach, Tirolul de Nord. Ioan Henric împreună cu soția sa, Margareta de Tirol, urmau să stăpânească doar sudul Tirolului.
Pe 2 aprilie 1335 a murit Henric de Carintia. Succesiunea în Tirol și Carintia pe linie feminină era legată de acordul împăratului Ludovic Bavarezul, acord ce fusese deja dat în februarie 1335. Pe 2 mai 1335 cei doi duci ai Austriei, frații Albert al II-lea și Otto cel Vesel, au fost înfeudați cu Carintia, Craina, Tirolul de Sud și diocezele Trient și Brixen. Ei își bazau pretențiile la moștenirea acestor teritorii pe descendența lor în linie maternă mama lor deoarece Elisabeta aparținea Casei de Gorizia și era sora lui Henric de Carintia. Nobilimea tiroleză s-a opus preluării acestor teritorii de către familiile de Wittelsbach și Habsburg.
Ca urmare, Ioan de Luxemburg i-a cerut fiului său mai mare Carol, pe vremea aceea margraf al Moraviei, să cucerească Tirolul și a încheiat repede negocierile de pace cu regele polonez, Casimir al III-lea. El a renunțat la pretențiile la tronul polonez, dar și-a asigurat stăpânirea ducatelor Sileziei prin Tratatul de la Trentschin din 1335. Eliberat de povara războiului împotriva Poloniei, a reușit să ocupe Austria Superioară în 1336. Habsburgii erau gata să pună capăt conflictelor din Tirol. În cele din urmă, regele Ioan a renunțat la Carintia și Craina în favoarea habsburgilor prin Pacea de la Enns din 9 octombrie 1336. Ludovic Bavarezul s-a retras din Tirol. Abia atunci Margareta și Ioan Henric și-au putut prelua moștenirea.
Ioan de Luxemburg a promis Stărilor generale din Tirol că nu va încredința niciunui străin vreo funcție în Tirol și că le va acorda un ajutor financiar generos. Ambele promisiuni nu au fost respectate. Între 1335 și 1338, Carol a fost regentul Tirolului în numele fratelui său, Ioan Henric, care era încă minor. Multe funcții au fost date de Carol nobililor boemi. Aceasta a nemulțumit nobilii tirolezi, care au preferat-o ca stăpână pe contesa Margareta de Tirol (care era cu patru ani mai în vârstă decât soțul ei). Căsătoria dintre Ioan Henric și Margareta a fost una nefericită pentru amândoi, relația lor fiind marcată de aversiune reciprocă.
În mai 1340, Carol și Ioan Henric au călătorit în Polonia și Ungaria în scopuri politice. În acest timp, unii nobili tirolezi, împreună cu Margareta, s-au revoltat împotriva stăpânirii Casei de Luxemburg. Ioan Henric s-a întors în Tirol și liderii rebelilor au fost executați. Ca urmare, Margareta i-a cerut ajutorul lui Ludovic Bavarezul împotriva familiei de Luxemburg. Pe 1 noiembrie 1341, ea i-a refuzat lui Ioan Henric intrarea în Castelul Tirol, la întoarcerea de la vânătoare. Ioan Henric s-a refugiat la Patriarhul din Aquileja, unde a rămas o perioadă de timp.
Margareta a încercat să obțină anularea căsătoriei și l-a acuzat public pe Ioan Henric de impotență. Ludovic Bavarezul a solicitat învățaților Marsilius de Padova și William de Ockham un raport asupra situației. Aceștia au considerat căsătoria ca nefiind valabilă, întrucât căsătoria nu fusese consumată ca urmare a neputinței lui Ioan Henric și deci nu era validă din punct de vedere juridic. Apoi Ludovic Bavarezul a admis divorțul Margaretei, iar pe 10 februarie 1342 ea s-a căsătorit cu fiul acestuia, Ludovic al V-lea de Brandenburg. Totuși, după regulile ecleziastice căsătoria dintre Margareta și Ioan Henric nu fusese anulată, dar stăpânirea Casei de Luxemburg în Tirol luase sfârșit.
Deoarece membrii familiei de Luxemburg nu erau pregătiți să accepte aceste umilințe, ei s-au coalizat cu regele Franței și cu papa Clement al VI-lea, aflat în exil la Avignon din 1342. Negocierile pe care le purta Carol cu Ludovic Bavarezul, în vederea căsătoriei fiicei acestuia cu Ioan Henric, au fost întrerupte prematur. În 1345 pretinsului impotent i s-a născut un copil nelegitim (Ioan). Un an mai târziu, Ioan de Luxemburg a murit în Bătălia de la Crécy. Prin testament fiului său, Ioan Henric, îi revenea Margrafiatul Moraviei.
După divorțul canonic, acesta s-a căsătorit cu Margareta de Troppau (Opava) în 1349, iar pe 26 decembrie 1349 a fost înfeudat de fratele său, Carol al IV-lea, cu Margrafiatul Moraviei. Cu această ocazie, Ioan Henric a trebuit să renunțe la coroana Boemiei pentru el și descendenții săi, în cazul în care Carol ar fi avut urmași. După înfeudare, Ioan Henric a renunțat la titlurile de conte de Tirol și duce de Carintia, ceea ce a încheiat conflictele cu habsburgii.
Ioan Henric a fost guvernatorul Boemiei în absența fratelui său, Carol. În 1348 el a emis o lege prin care toți negustorii din Austria, Ungaria, Polonia și din alte regiuni erau obligați să treacă prin Brno cu mărfurile lor. Ca margraf al Moraviei, reședința sa a fost la Brno începând din 1349. Acolo el a întemeiat o mănăstire augustiniană în 1356 și a reconstruit Castelul Špilberk. În 1375 a întemeiat Mănăstirea Cartuziană Königsfeld lângă Brno. Guvernarea sa prudentă a adus Moraviei o perioadă înfloritoare.

## Căsătoriile și descendenții
Ioan Henric a fost căsătorit de patru ori.
1. Pe 16 septembrie 1330 s-a căsătorit cu Margareta de Tirol, fiica lui Henric de Carintia. Căsătoria a rămas fără urmași și a fost desfăcută după dreptul civil în 1341 de Ludovic Bavarezul, iar anularea căsătoriei conform dreptului canonic a avut loc în 1349.
2. În 1349 s-a căsătorit cu Margareta de Troppau (1330–1363), fiica ducelui Nicolae al II-lea de Troppau (Opava). Din această căsătorie au rezultat șase copiii:  
  - Jobst (1351–1411), margraf de Moravia, margraf de Brandenburg (în 1410 a fost ales rege romano-german însă a murit foarte repede după aceea);
  - Caterina (1352–1378), căsătorită în 1372 cu ducele Henric de Falkenberg (d. 1382);
  - Procop (c. 1355–1405), margraf al Moraviei;
  - Ioan Sobeslav, episcop de Leitomischl, patriarh de Aquileia;
  - Elisabeta (după 1355–1400), căsătorită cu Wilhelm I de Meissen, margraf de Meissen (1343–1407) în 1366;
  - Anna (d. înainte de 1405), căsătorită cu Peter de Sternberg (d. 1397).[5]
3. Pe 26 februarie 1364 s-a căsătorit  cu Margareta (1346–1366), fiica lui Albert al II-lea de Habsburg și văduvă a lui Meinhard al III-lea de Tirol, fiul Margaretei de Tirol din a doua căsătorie cu Ludovic de Brandenburg (astfel soția lui Ioan Henric era nora văduvă a fostei sale soții).
4. În 1366 sau 1367 s-a căsătorit cu Elisabeta, fiică a contelui Albert de Oettingen. Împreună cu ea, puțin timp înainte de a muri, Ioan Henric a întemeiat Mănăstirea Cartuziană din Königsfeld (în cehă Královo Pole) lângă Brno.

Din ultimele două căsătorii nu au rezultat copii.
Ioan, fiul nelegitim al lui Ioan Henric născut în 1345, a fost prepozit de Vyšehrad.